# Edward Rydz-Śmigły
Edward Rydz-Śmigły (1886-Varsovia, 1941) fue un militar polaco, que combatió en la Guerra Polaco-Soviética de 1920-1921, y destacó posteriormente en la política interna de Polonia hasta la Segunda Guerra Mundial. Era mariscal del ejército polaco en el momento de la invasión de la Alemania nazi el año 1939.

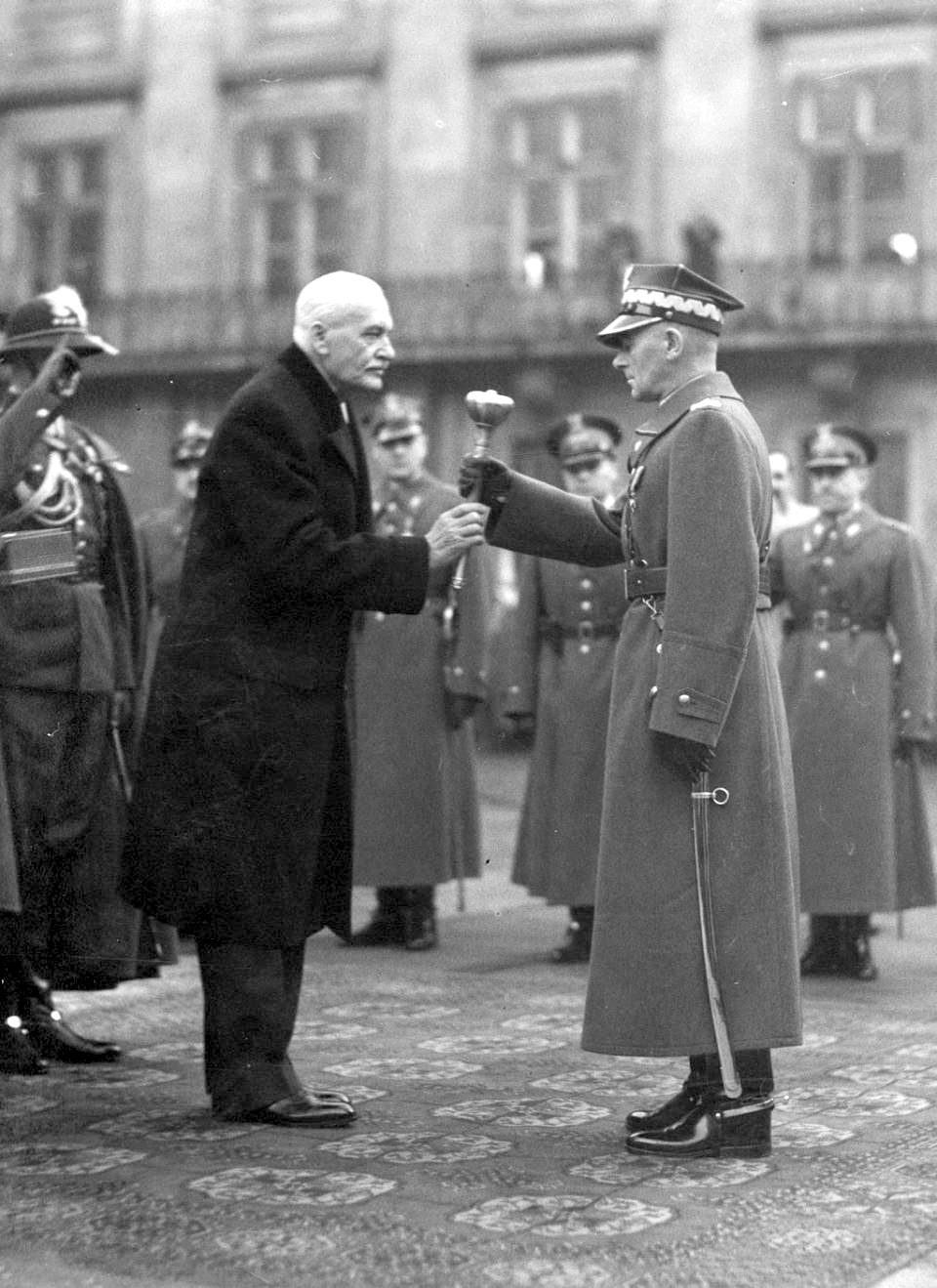
El mariscal Rydz-Smigly recibe su bastón de mariscal del presidente polaco Ignacy Mościcki, el 10 de noviembre de 1936.

Rydz-Smigly nació en la región de Galitzia e ingresó en el ejército del Imperio austrohúngaro, ascendiendo paulatinamente en los grados militares. Al estallar la Primera Guerra Mundial sirvió en el frente oriental con las tropas austrohúngaras, pero al proclamarse la independencia de Polonia en noviembre de 1918 Rydz Smigly abandona su unidad y se integra a los independentistas polacos, coordinando acciones de resistencia contra las tropas alemanas que aún ocupan Polonia. 
Fue proclamado ministro de Defensa al llegar la independencia de Polonia en 1918, y en ese cargo mostró gran competencia y capacidad para dirigir tropas en combate. Durante la guerra polaco-soviética de 1920 Rydz-Smigly destacó como jefe táctico muy capacitado y hábil, lo cual le ganó la estima personal del mariscal Józef Piłsudski. Tras la guerra, Rydz-Smigly continuó apoyando a Pilsudski y le auxilió en el golpe de Estado de 1926, lo cual le convirtió casi en el segundo líder político más importante de Polonia después de Pilsudski.
Dentro del régimen Sanacja, Rydz-Smigly fue inspector general de las fuerzas armadas, y llegó a ser un jefe militar sumamente influyente en los últimos años de vida del mariscal Józef Piłsudski, quien le tenía en gran consideración por ser ambos soldados destacados de la lucha de independencia contra la URSS. El poder político de Rydz-Śmigły aumentó considerablemente al reunir tras de sí a grupos de oficiales del Ejército con ambiciones políticas, y tras la muerte del mariscal Józef Piłsudski en mayo de 1935, Rydz-Śmigły ya estaba en posición de convertirse en el nuevo gobernante de Polonia. 

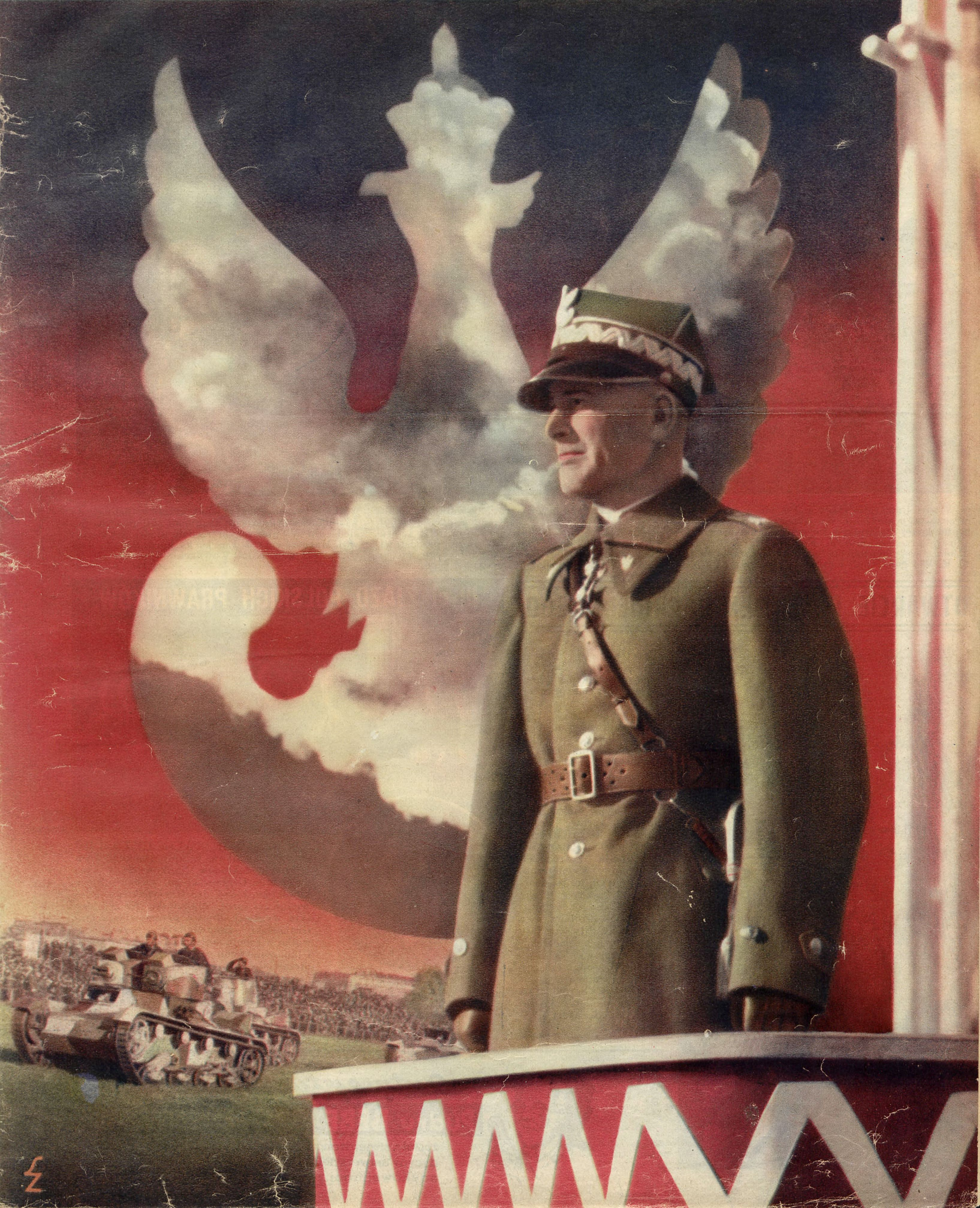
El mariscal en un póster de propaganda antialemán, 1939

Rydz-Śmigły logró que se le concediera el grado de mariscal de Polonia el 10 de noviembre de 1936 y pronto se convirtió en el jefe de Gobierno, gozando de mayor poder efectivo que el presidente Ignacy Mościcki, desplazando a dirigentes civiles más izquierdistas como Walery Sławek; no obstante, antiguos dirigentes del régimen Sanacja rechazaron a Rydz-Śmigły como líder máximo, alegando que le faltaba la autoridad moral e influencia popular de Piłsudski. El influyente ministro de Asuntos Exteriores, Józef Beck, fue uno de los principales opositores a Rydz-Śmigły, acusándolo de proclamarse dictador. Durante su mandato, Rydz-Śmigły siguió una política autocrática y fuertemente conservadora, aprovechando la Crisis de los Sudetes para anexar definitivamente la localidad checa de Teschen al territorio polaco en octubre de 1938.
Rydz-Śmigły fue nombrado comandante en jefe del Ejército polaco poco después de iniciarse la invasión alemana de Polonia el 1 de septiembre de 1939 y dirigió al defensa del país. Tras la derrota polaca, debió huir al Reino de Rumania con los restos de su ejército.
Después de la ocupación alemana, Rydz-Smigly se refugió en Rumanía, donde fue acusado de sabotaje por el régimen del mariscal Ion Antonescu, tras lo cual regresó a Polonia para participar en la resistencia como simple soldado. No obstante, murió cinco semanas después de su llegada a Varsovia de un ataque cardíaco. Como Rydz-Smigly había viajado de incógnito, fue enterrado bajo el nombre de Adam Zawisza. En 1991, cuando Polonia puso fin al régimen comunista patrocinado por la URSS, la figura histórica de Rydz-Śmigły fue rehabilitada tras décadas de censura y condena oficial. La real identidad de la tumba de Rydz-Śmigły quedó determinada y el antiguo dirigente fue enterrado en 1994 con los honores que le correspondían como mariscal de Polonia.